# Lago Island (Manitoba)
El lago Island (en inglés: Island Lake, literalmente lago de la Isla),  es un lago canadiense localizado en el noreste de la provincia de Manitoba. El lago tiene una superficie de 1.223 km², siendo, por superficie, el 6ª lago más grande de la provincia, el  39.º de Canadá y el 91.º del mundo. Se encuentra cerca de la frontera con Ontario, al sur del lago Gods, en el que acabará desaguando a través del lago Goose y del lago Beaver Hill.
En sus orillas se encuentran algunas comunidades de tribus nativas de las Primeras Naciones, como Wasagamack (1.122 hab. en 2001), Gardeyn Hill, Island Lake (59 hab. en 2006) y St. Theresa Point (2.632 hab. en 2006). Son solamente accesibles por aire (aeropuerto en St. Theresa Point y en Island Lake) o a través de una carretera de hielo.